# Benzolszulfonsav
A benzolszulfonsav szerves kénvegyület, képlete C6H5SO3H. A legegyszerűbb aromás szulfonsav. Színtelen, nedvesség hatására elfolyósodó lemezes kristályokat vagy fehér viaszos kristályokat alkot. Vízben és alkoholban oldódik, benzolban kevéssé oldható, szén-diszulfidban és dietil-éterben oldhatatlan. Gyakran alkálifém sói formájában tárolják. Vizes oldata erősen savas.

## Előállítása
Benzolszulfonsavat a benzol tömény kénsavval végzett szulfonálásával állítanak elő:
Ez a reakció az aromás szulfonálást szemlélteti, melyet „az ipari szerves kémia egyik legfontosabb reakciójának” tartanak.

## Reakciói
A benzolszulfonsav az aromás szulfonsavak jellemző reakcióit adja, szulfonamidokat, szulfonil-kloridot és észtereket képez. A szulfonálás 220 °C feletti hőmérsékleten fordított irányban játszódik le. Foszfor-pentoxiddal történő dehidratálásával benzolszulfonsav-anhidrid keletkezik ((C6H5SO2)2O). Foszfor-pentakloriddal benzolszulfonil-kloriddá (C6H5SO2Cl) alakítható.
Erős sav, vízben teljesen disszociál.

## Felhasználása
A benzolszulofnsav alkálifém sóit egy időben széles körben használták a fenol gyártása során:
C6H5SO3Na  + 2 NaOH  →  C6H5ONa  +  Na2SO3
C6H5ONa  +  HCl  →  C6H5OH  +  NaCl
Ezt az eljárást azóta nagyrészt kiszorította a Hock-féle eljárás, mely kevesebb hulladékot termel.
A benzolszulfonsavat többnyire további finomvegyszerek előállítására használják. Számos gyógyszer hatóanyagát benzolszulfonsavsóként, más néven bezilátként állítanak elő.

## Fordítás
Ez a szócikk részben vagy egészben  a   Benzenesulfonic acid című angol Wikipédia-szócikk ezen változatának fordításán alapul.  Az eredeti cikk szerkesztőit annak laptörténete sorolja fel. Ez a jelzés csupán a megfogalmazás eredetét és a szerzői jogokat jelzi, nem szolgál a cikkben szereplő információk forrásmegjelöléseként.